# بادها کوناسانا

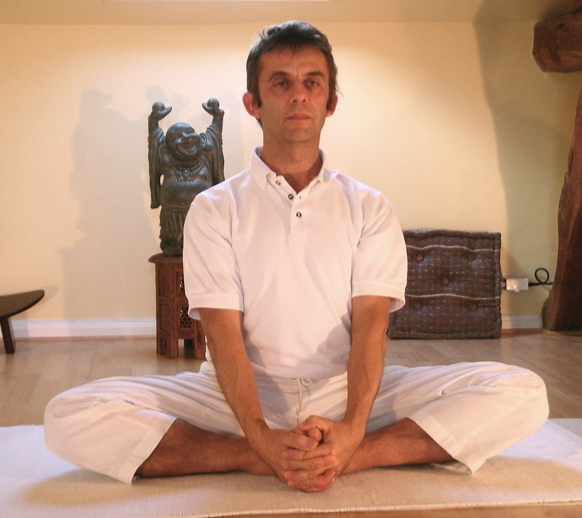
بادها کوناسانا

بادها کوناسانا (سانسکریت: बद्धकोणासन ; IAST: baddhakoṇāsana)، وضعیت زاویه بسته، وضعیت پروانه، یا وضعیت پینه‌دوز (په حالت نشستن معمولی پینه دوزان هندی هنگام کار)، و از نظر تاریخی بهادراسانا، وضعیت تخت، یک آسانا نشسته در هاتا یوگا و یوگا مدرن به عنوان ورزش است. اگر زانوها روی زمین قرار بگیرند، به عنوان صندلی مراقبه مناسب است.

## ریشه‌شناسی و ریشه‌ها
این نام از کلمات سانسکریت बद्ध، بدها به معنای «محصول»، कोण، کونا به معنای «زاویه» نام بادها کوناسانا نسبتاً جدید است، اما وضعیتِ قرون وسطایی است. همچنین بهادرا به معنی مهربان و مبارک است.

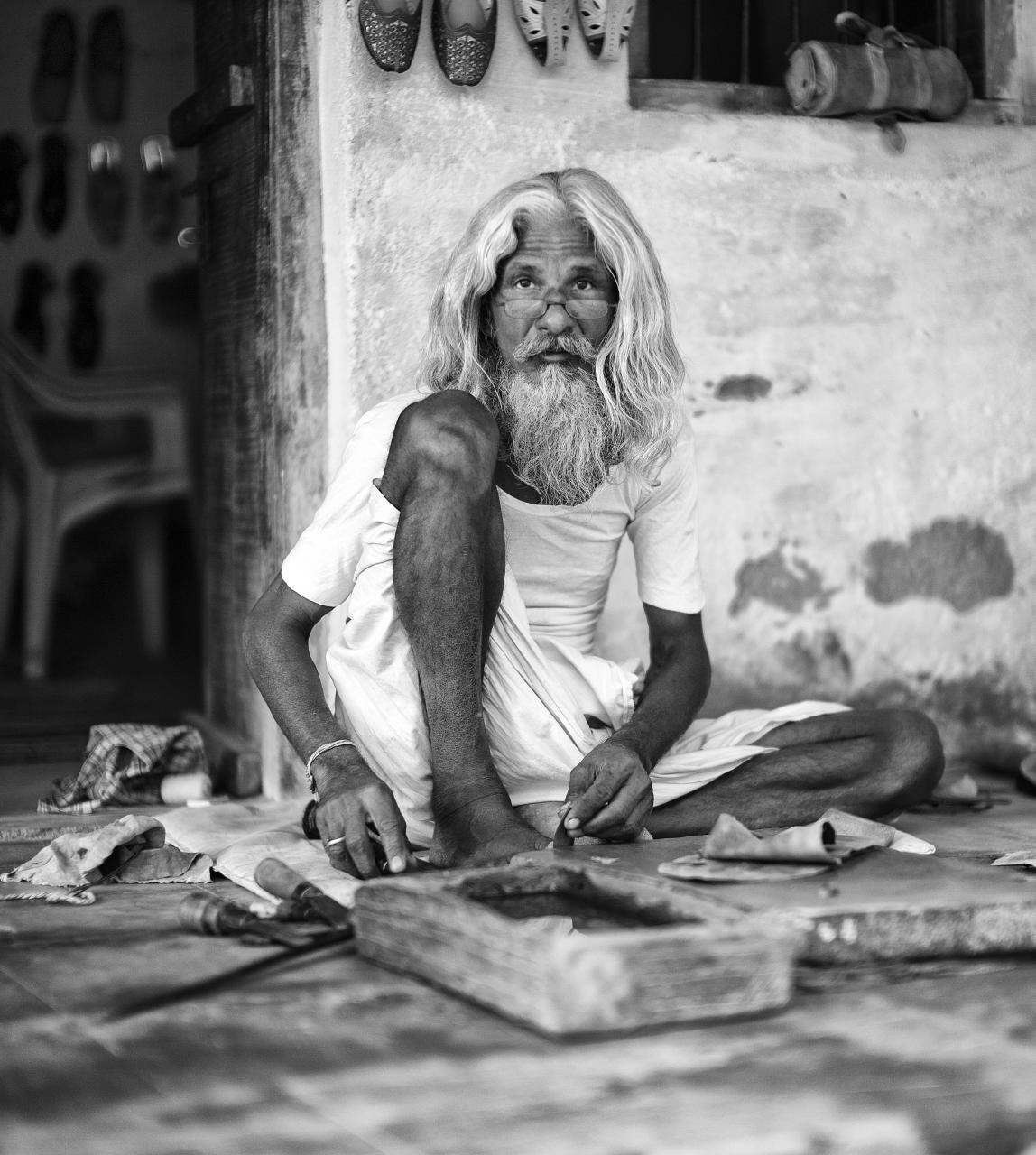
یک پینه‌دوز در راجستان که در Ardha Baddha Konasana کار می‌کند

## شرح
قوزک‌های پاها زیر آلت تناسلی و در طرفین عجان قرار می‌گیرد، قوزک پای چپ در سمت چپ و قوزک پای راست در سمت راست. پاها که در طرفین هستند با دست‌ها نگه داشته و بی حرکت قرار گرفته می‌شود.
این وضعیت به شدت باسن و کشاله ران را باز می‌کند، و یکی از معدود آساناهای یوگا است که می‌توان آن را به راحتی بلافاصله بعد از غذا خوردن انجام داد، به جز تغییر خم شدن به جلو.

## تغییرات
وضعیت پینه‌دوز. 
وضعیت ستاره.